# Platylister maculatus
Platylister maculatus är en skalbaggsart som först beskrevs av Lewis 1888.  Platylister maculatus ingår i släktet Platylister och familjen stumpbaggar. Inga underarter finns listade i Catalogue of Life.